# Musaria tirellii
Musaria tirellii är en skalbaggsart som först beskrevs av Luigioni 1913.  Musaria tirellii ingår i släktet Musaria och familjen långhorningar. Inga underarter finns listade i Catalogue of Life.